# Камга, Ванесса
Ванесса Камга (швед. Vanessa Kamga; род. 19 ноября 1998 года) — шведская легкоатлетка, специализирующаяся в метании диска, молота и толкании ядра. Двукратная чемпионка Швеции в метании диска (2017, 2018).

## Биография
Ванесса Камга родилась 19 ноября 1998 года в Швеции. Первоначально занималась баскетболом. В 15 лет Ванесса переехала из Евле в Упсалу, чтобы иметь возможность улучшить качество своей игры в баскетбол. Но вскоре перешла в лёгкую атлетику.
Дебютировала на международной арене в 2017 году на чемпионате Европы среди юниоров в Италии, где выступила в двух дисциплинах — толкание ядра и метание диска.
Дважды (в 2017 и 2018 годах) побеждала на чемпионате Швеции в метании диска. На национальных соревнованиях представляет клуб «Upsala IF».
Участница чемпионата Европы 2018 года в Германии.
В 2019 году на Кубке Европы по зимним метаниям среди молодёжи в Словакии стала серебряным призёром с личным рекордом 57,73 м.

## Основные результаты
| Год  | Соревнования                            | Место проведения   | Дисциплина | Место  | Результат |
| ---- | --------------------------------------- | ------------------ | ---------- | ------ | --------- |
| 2017 | Чемпионат Европы среди юниоров          | Гроссето, Италия   | ядро       | 20 (q) | 13,67 м   |
| 2017 | Чемпионат Европы среди юниоров          | Гроссето, Италия   | диск       | 11     | 45,07 м   |
| 2017 | Finnkampen                              | Стокгольм, Швеция  | диск       | 5      | 50,10 м   |
| 2018 | Кубок Европы по метаниям среди молодёжи | Лейрия, Португалия | диск       | 4      | 51,94 м   |
| 2018 | Чемпионат Европы                        | Берлин, Германия   | диск       | 18 (q) | 54,88 м   |
| 2018 | Finnkampen                              | Тампере, Финляндия | диск       | 5      | 51,40 м   |
| 2019 | Кубок Европы по метаниям среди молодёжи | Шаморин, Словакия  | диск       | 2      | 57,73 м   |